# كريستيان ريفرز
كريستيان ريفرز (بالإنجليزية: Christian Rivers)‏ هو مخرج أمريكي ونيوزلندي، ولد في القرن العشرين في ويلينغتون في نيوزيلندا.

## وصلات خارجية
- كريستيان ريفرز على موقع IMDb (الإنجليزية)
- كريستيان ريفرز على موقع ألو سيني (الفرنسية)
- كريستيان ريفرز على موقع أول موفي (الإنجليزية)
- كريستيان ريفرز على موقع قاعدة بيانات الأفلام السويدية (السويدية)
- كريستيان ريفرز على موقع قاعدة بيانات الفيلم (الإنجليزية)
- كريستيان ريفرز على موقع كينوبويسك (الروسية)